# Burdachia
Burdachia es un género de plantas con flores con siete especies perteneciente a la familia Malpighiaceae. Es originario de Sudamérica.

## Taxonomía
El género fue descrito por Carl Friedrich Philipp von Martius ex Stephan Ladislaus Endlicher  y publicado en Genera Plantarum 1064, en el año 1840. (Apr 1840).  La especie tipo es Burdachia prismatocarpa A.Juss..

## Descripción
Son árboles o arbustos. La inflorescencia es  terminal, con forma de racimo. Los pétalos son rosados o blancos. El fruto es seco, indehiscente y contiene sólo una semilla.

## Especies
| - Burdachia atractoides - Burdachia duckei - Burdachia macrocarpa - Burdachia prismatocarpa | - Burdachia pyramidata - Burdachia sphaerocarpa - Burdachia williamsii |